# 額住宅前站
額住宅前站（日语：／ Nukajūtaku-Mae eki */?）是位於石川縣金澤市額新町一丁目，北陸鐵道的石川線車站。車站編號為I08。

## 歷史
- 1915年（大正4年）6月22日 - 大額站啟用。
- 1965年（昭和40年）7月15日 - 車站改名為額住宅前站。
- 2011年（平成23年）4月1日 - 成為無人車站。

## 車站構造
車站是一座地面車站，設有1面2線島式月台。此站可進行列車交會，大部分列車會在此站進行交會。車站大樓與月台之間設有站內平交道。
曾經此站是有人車站，後來此站與新西金澤共同成為簡易委託車站，最後在2011年4月1日起成為無人車站。

### 月台
島式月台1座，往鶴來方向的路軌為直線主軌道，往野町方向為避線副軌道。
| 月台 | 路線   | 上下行 | 方向     | 備註             |
| ---- | ------ | ------ | -------- | ---------------- |
| 東邊 | 石川線 | 下行   | 鶴來方向 | 靠近車站大樓一方 |
| 西邊 | 石川線 | 上行   | 野町方向 |                  |

## 使用狀況
| 1日上下車人次變化 | 1日上下車人次變化 |
| 年度              | 1日平均人次       |
| ----------------- | ----------------- |
| 2006年            | 376               |
| 2007年            |                   |
| 2008年            |                   |
| 2009年            |                   |
| 2010年            |                   |
| 2011年            | 314               |
| 2012年            | 318               |
| 2013年            | 325               |
| 2014年            | 338               |
| 2015年            | 329               |
| 2016年            | 341               |
| 2017年            | 357               |

## 車站周邊
- 石川縣營額住宅
- 額溫泉（錢湯）
- 額購物中心（商店街)
- 野野市市政廳

## 巴士路線
站前設有北陸鐵道（北鐵巴士）額住宅線巴士站，但是巴士站的名稱與車站名稱相異，名為「額住宅站」。

## 相鄰車站
北陸鐵道
石川線
馬替（I07）－額住宅前（I08）－乙丸（I09）

## 外部連結
- 北陸鐵道額住宅前站 （页面存档备份，存于）